# Polygala annectens
Polygala annectens är en jungfrulinsväxtart som beskrevs av Sidney Fay Blake. Polygala annectens ingår i släktet jungfrulinssläktet, och familjen jungfrulinsväxter. Inga underarter finns listade i Catalogue of Life.